# Marquesado de Mirasol

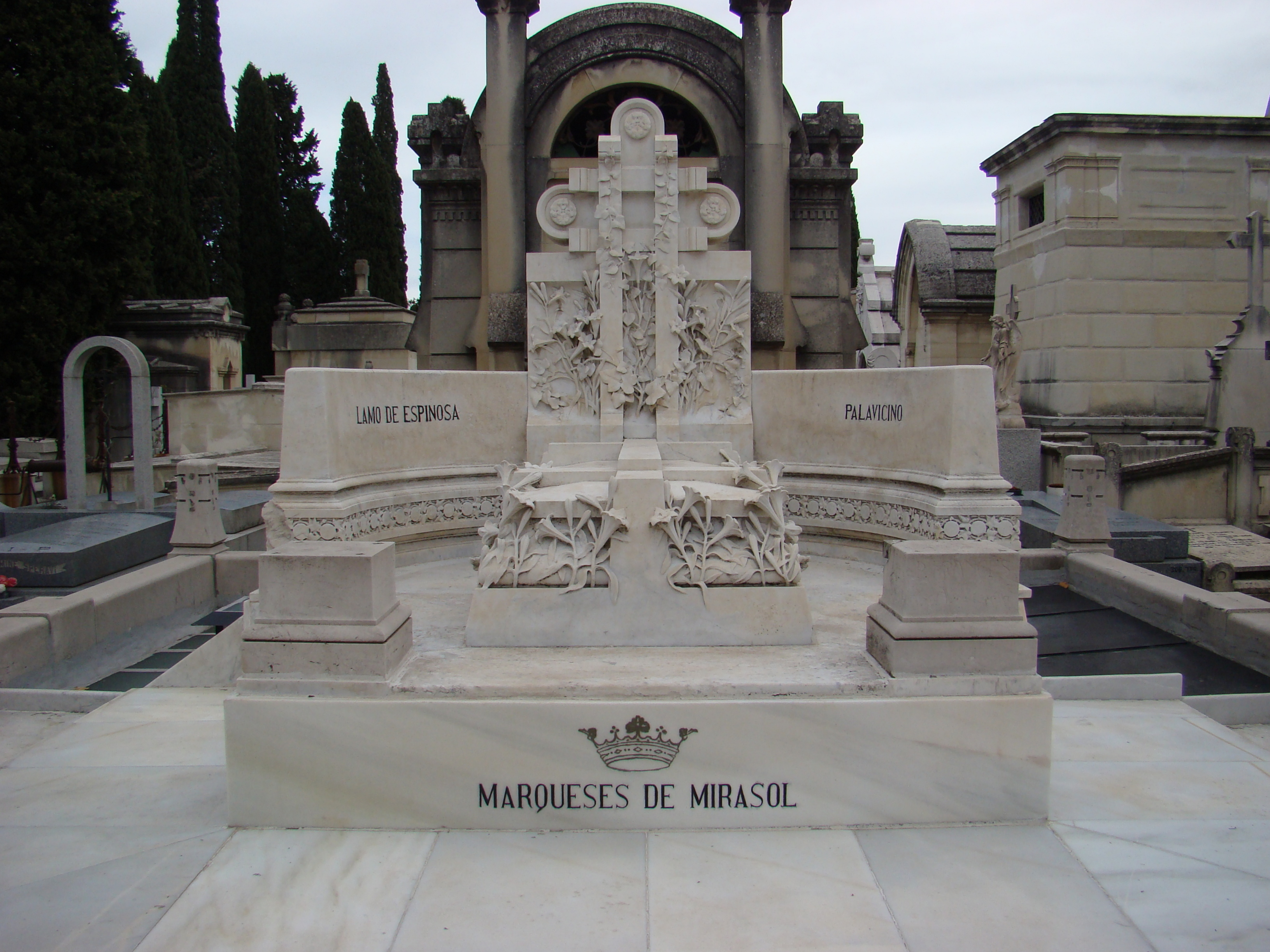
Mausoleo de los Marqueses de Mirasol en el cementerio de San Justo.

El Marquesado de Mirasol es un título nobiliario español creado el 15 de julio de 1689 por el rey Carlos II a favor de Antonio Carroz y Castellví, Lugarteniente General y Bailío del reino de Valencia.

## Marqueses de Mirasol
|                        | Titular                                         | Periodo                |
| Creación por Carlos II | Creación por Carlos II                          | Creación por Carlos II |
| ---------------------- | ----------------------------------------------- | ---------------------- |
| I                      | Antonio Carroz y Castellví                      | 1689-                  |
| II                     | Vicente Cárroz y Cárroz                         |                        |
| III                    | José Cárroz y Cruilles                          | ? -1743                |
| IV                     | Vicente Cárroz y Roca de la Serna               |                        |
| V                      | Juan Carroz y Pallarés                          | ? -1814                |
| VI                     | Vicenta Cárroz y Pallarés                       | 1814-1833              |
| VII                    | Vicente Palavicino y Vallés                     | 1833-1868              |
| VIII                   | Gonzalo Palavicino e Ibarrola                   | 1870-1899              |
| IX                     | Vicente Palavicino y Lara                       | 1899-1946              |
| X                      | María Vicenta Palavicino y Lara                 | 1946-                  |
| XI                     | Sol Palavincino y Lara                          | ? -1965                |
| XII                    | Emilio Lamo de Espinosa y Enríquez de Navarra   | 1965-1985              |
| XIII                   | Jaime Lamo de Espinosa y Michels de Champourcín | 1987-actual titular    |

## Historia de los marqueses de Mirasol
- Antonio Cárroz y Castellví (1620-1693), I marqués de Mirasol. Le sucedió su hijo:

- Vicente Cárroz y Cárroz (n. en 1651), II marqués de Mirasol. Le sucedió su hijo:

- José Cárroz y Cruilles (1680-1743), III marqués de Mirasol. Le sucedió su hijo:

- Vicente Cárroz y Roca de la Serna (n. en 1725), IV marqués de Mirasol.

1. Casó con Francisca Antonia Pallarés y Roca. Le sucedió su hijo:

- Juan Carroz y Pallarés (1765-1814), V marqués de Mirasol, barón de Guardamar. Sin descendientes. Le sucedió su hermana:

- Vicenta Cárroz y Pallarés, (1762-1833), VI marquesa de Mirasol.

1. Casó con Antonio María Palavicino y Gámir, VII barón de Frignani y Frignestani. Le sucedió su nieto, ya que éstos fueron padres de

-Lorenzo Palavicino y Carroz (1785-1833), VIII barón de Frignani y Frignestani que casó con Vicenta de Vallés y Ferrer de Pegamans, hija de Fausto de Vallés y de Vega, XII barón de la Puebla de Tornesa, que tuvieron por hijo a:
- Vicente Palavicino y Vallés (1819-1868), VII marqués de Mirasol, IX barón de Frignani y Frignestani.

1. Casó con Casilda de Ibarrola y Mollinedo, hija de Manuel de Ibarrola y González marqués de Zambrano y de Isabel de Mollinedo y Cáceres. Le sucedió su hijo:

- Gonzalo Palavicino e Ibarrola (1845-1899), VIII marqués de Mirasol, X barón de Frignani y Frignestani.

1. Casó con María Josefa de Lara y San Juan.
2. Casó con su cuñada María Luisa de Lara y San Juan. Le sucedió su hijo:

- Vicente Palavicino y Lara (1880-1950), IX marqués de Mirasol, XI barón de Frignani y Frignestani. Sin descendientes. Le sucedió, por cesión, su hermana:

- María Vicenta Palavicino y Lara, X marquesa de Mirasol. Sin descendientes. Le sucedió su hermana:

- Sol Palavicino y Lara (1885-1962), XI marquesa de Mirasol, XII baronesa de Frignani y Frignestani. Sin descendientes.

A su fallecimiento y por designación, previa licencia del entonces Jefe del Estado español, instituyó una nueva línea sucesoria en cabeza de su pariente:
- Emilio Lamo de Espinosa y Enríquez de Navarra (f. en 1985), XII marqués de Mirasol, XIII barón de Frignani y Frignestani. Descendiente de Rafaela Palavicino y Carroz.

1. Casó con María Luisa Michels Champourcín y Morán de Laredo. Le sucedió, en 1988, su hijo:

- Jaime Lamo de Espinosa y Michels de Champourcín (n. en 1941), XIII marqués de Mirasol, XIV barón de Frignani y Frignestani.

1. Casado con María del Carmen Rocamora y García-Iglesias.